# Kara Kennedy
Kara Anne Kennedy Allen (Westchester County (New York), 27 februari 1960 – Washington D.C., 16 september 2011) was een Amerikaans bestuurder en televisieproducent.
Zij was het oudste kind en enige dochter van de overleden senator Ted Kennedy en Joan Bennett Kennedy. Haar jongere broers waren Ted jr. en Patrick. Ze trouwde in 1990 Michael Allen en had samen met hem twee kinderen, Grace Kennedy Allen (1994) en Max Allen (1996). In 2002 werd bij haar longkanker geconstateerd maar ze overwon haar ziekte. Nadat bij haar vader een hersentumor was geconstateerd nam ze voor haar vader de door president Barack Obama gegeven Presidential Medal of Freedom in ontvangst.
Kara Kennedy overleed op 51-jarige leeftijd tijdens een bezoek aan een sportschool aan een hartinfarct.